# The Rabble
The Rabble is een punkband afkomstig uit Auckland, Nieuw-Zeeland die is opgericht door de broers Charles Hill-Hayr (Chazz Rabble) en Rupert Hill-Hayr in de zomer van 2000/2001 terwijl ze slechts 14 en 15 jaar oud waren.

## Geschiedenis
Ruim vijf jaar na de oprichting van de band werd in op 2 maart 2006 de eerste uitgave van de band, het debuutalbum No Clue, No Future uitgegeven. Dit werd later dat jaar gevolgd door de ep This is Our Lives! dat onder eigen beheer werd uitgegeven. Op deze ep staan acht nummers waaronder een cover van het nummer "Police and Thieves" van The Clash. Op het album staan ook enkele nummers die ook op het debuutalbum te horen zijn. In 2007 heeft de band samengewerkt met Mark Unseen van de Amerikaanse punkband The Unseen met wie het nummer "This World is Dead" van het studioalbum The Battle's Almost Over werd opgenomen. Hierop volgde het verzamelalbum The New Generation dat in 2008 door Filthy Lucre werd uitgegeven. Ook werd er een gelimiteerde versie van het album geproduceerd dat gratis werd weggegeven bij een versie van het Amerikaanse muziekmagazine Big Cheese. De band ging van augustus 2009 tot januari 2010 op tournee in het Verenigd Koninkrijk en Europa. Op 1 augustus 2011 werd het langverwachte studioalbum Life's a Journey uitgegeven. The Rabble was in 2013 de tweede band waarvan bekend werd gemaakt dat die op het Rebellion Festival zou gaan spelen, waar de band al in 2009 met Left Alone had gespeeld. Ze werden vergezeld door The Casualties en The Exploited.

## Leden
- Chazz Rabble (Charles Hill-Hayr) - zang, gitaar
- Rupe Rabble (Rupert Hill-Hayr) - zang, drums
- Jamie Rabble (Jamie Douglass) - basgitaar, zang

## Discografie
- This is Our Lives (ep, 2006)
- No Clue, No Future (studioalbum, 2006)
- The Battle's Almost Over (studioalbum, 2007)
- The New Generation (verzamelalbum, 2008)
- Life's a Journey (studioalbum, 2011)